# Поле Бродмана 12
Поле Бродмана 12 є однією з визначених Корбініаном Бродманом цитоархітектонічних ділянок кори головного мозку. Спочатку (1909) воно було описане як частина поля 11 Бродмана, але в наступних публікаціях (1910), було виділене в самостійну ділянку — поле 12.

## Розташування
Поле 12 займає площу між верхньою ростральною борозною й нижньою ростральною борозною в лобовій частці. Цитоархітектонічно вона обмежена дорсально полем 10 Бродмана (людини) і полем Бродмана 32 (людини); каудально, вентрально і рострально — полем 11 Бродмана.. 

## Особливості поля у людиноподібних
Особливості поля 12 у мавп (Бродман-1905): цілком виразний внутрішній зернистий шар (IV), який відокремлює стрункі пірамідальні клітини зовнішнього пірамідального шару (III) і внутрішній пірамідальний шар (в), мультиформний шар (VI) є розширеною, міститься на широко розкидані веретеноподібних клітин і поступово зливається з основною білою речовиною кори головного мозку; всі клітини, в тому числі пірамідні клітини зовнішнього і внутрішнього пірамідних шарів незвично маленькі; внутрішній пірамідальний шар (V) також містить веретеноподібні клітини в групах від двох до п'яти розташовані близько до кордону з внутрішнім зернистим шаром (IV).

## Зв'язки з підкірковими структурами
Поле 12 непрямо пов'язане з блідою кулею, а також з чорною речовиною, судячи з еферентів у стріатумі . Глутамін-ергічні вхідні імпульси перетворюються тут у ГАМК-ергічні, що дозволяє лобовим часткам демонструвати контроль над базальними гангліями.

## Зображення

Анімація.
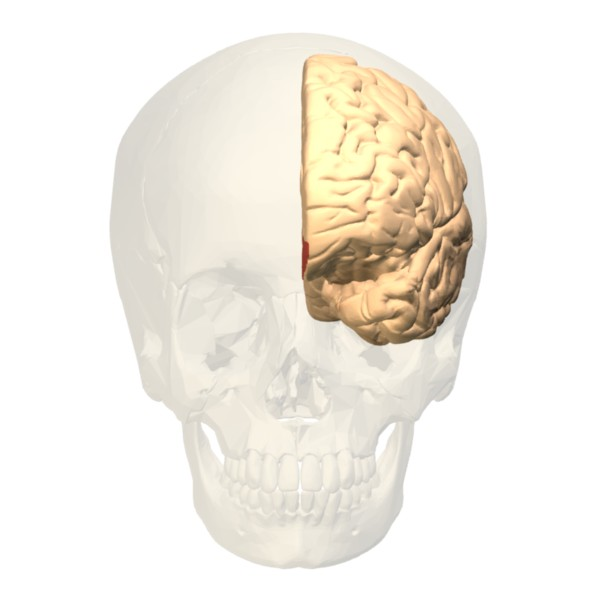
Вид спереду.
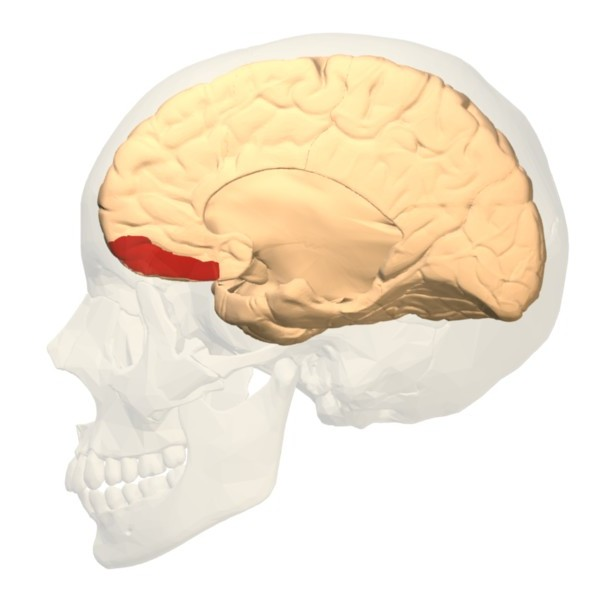
Медіальна поверхня.